# Diapontische Inseln
Die Diapontischen Inseln (griechisch Διαπόντια νησιά Diapóndia nisiá (n. pl.), auch Othonische Inseln) sind eine Inselgruppe im Norden der Ionischen Inseln nordwestlich von Korfu. Sie bilden die nordwestlichste Inselgruppe von Griechenland. Bis 1947 wurde auch Sazan zur Inselgruppe gezählt.
Auf den drei bewohnten Inseln Othoni, Errikousa und Mathraki leben etwa 1.700 Personen. Die drei bewohnten Inseln bildeten bis 2010 eigene Gemeinden; zum 1. Januar 2011 gingen sie zunächst in der Gemeinde Kerkyra auf, bilden seither Gemeindebezirke und wählen als Ortschaften eigene lokale Vertretungen. 2019 kamen die Inseln zur neu gebildeten Gemeinde Kendriki Kerkyra ke Diapondia Nisia.
Zur Inselgruppe zählen noch einige unbewohnte Eilande und Felsenriffe.
Eine regelmäßige Fährverbindung besteht mit Korfus Hauptstadt Kerkyra.

## Die einzelnen Inseln
| Name                | griechischer Name      | Gemeindebezirk | höchste Erh. | Fläche   | Lage                         |
| ------------------- | ---------------------- | -------------- | ------------ | -------- | ---------------------------- |
| Errikousa (Merlera) | η Ερρείκουσα (Μερλερά) | Erikoussa      | 130 m        | 4 km2    | 39° 53′ 16″ N, 19° 35′ 0″ O  |
| Othoni (Fanos)      | οι Οθωνοί (Φανός)      | Othoni         | 393 m        | 10 km2   | 39° 51′ 8″ N, 19° 23′ 55″ O  |
| Kastrino            | το Καστρινό            | Othoni         |              |          |                              |
| Ostrako             | το Όστρακο             | Othoni         |              |          |                              |
| Mathraki (Malthaki) | το Μαθράκι (Μαλθάκι)   | Mathraki       | 155 m        | 3 km2    | 39° 46′ 9″ N, 19° 31′ 21″ O  |
| Diakopo             | το Διάκοπο             | Mathraki       |              | 0,35 km2 | 39° 45′ 50″ N, 19° 35′ 19″ O |
| Diaplo              | το Διάπλο              | Mathraki       |              | 0,31 km2 | 39° 46′ 3″ N, 19° 35′ 34″ O  |
| Karavi              | το Καράβι              | Mathraki       |              |          | 39° 45′ 50″ N, 19° 35′ 19″ O |
| Lipso (Varka)       | η Λειψώ (Βάρκα)        | Mathraki       |              |          |                              |
| Plaka (Angyra)      | Πλάκα (Άγκυρα)         | Mathraki       |              |          |                              |
| Trachia             | η Τραχειά (Τραχιά)     | Mathraki       |              |          | 39° 46′ 21″ N, 19° 29′ 44″ O |